# Яньфэн
Яньфэ́н (кит. упр. 雁峰, пиньинь Yànfēng) — район городского подчинения городского округа Хэнъян провинции Хунань (КНР). 

## История
Когда в 1943 году из уезда Хэнъян был выделен город Хэнъян, он был разделён на 8 районов. В 1951 году схема административного деления Хэнъяна была изменена, и эти места стали районом №1. В 1955 году район №1 был переименован в Южный городской район (城南区).
Постановлением Госсовета КНР от 8 февраля 1983 года был расформирован округ Хэнъян, его административные единицы перешли под юрисдикцию властей города Хэнъян, превратившегося таким образом в городской округ.
Постановлением Госсовета КНР от 4 апреля 2001 года старые районы Хэнъяна были упразднены; из бывшего Южного городского района, части бывшего Пригородного района и части уезда Хэннань был образован район Яньфэн.

## Административное деление
Район делится на 6 уличных комитетов и 1 посёлок.